# Східний Мідленд (аеропорт)

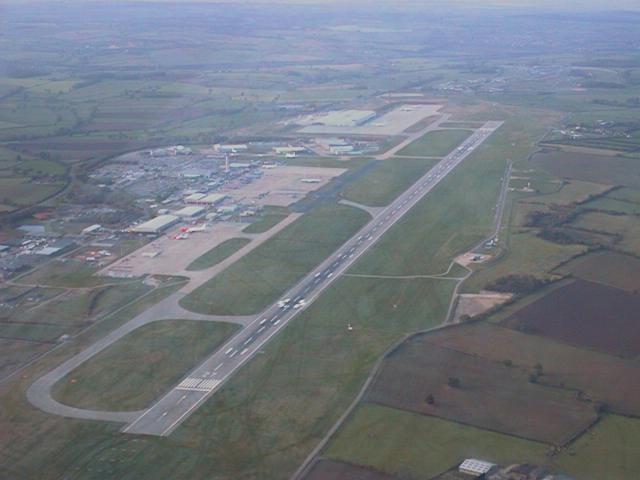
аеропорт Східний Мідландс з повітря

Аеропорт Східний Мідландс (англ. East Midlands Airport, (IATA: EMA, ICAO: EGNX)) — міжнародний аеропорт у Східному Мідлендсі, Англія, розташований у Лестерширі поблизу селища Кастл-Донингтон, між Лафборо (10 км) і містами Дербі (12,5 км) та Ноттінгем (14 км) та Лестер (32 км) на південь.
Аеропорт є хабом для:
- Jet2.com
- Ryanair
- Thomas Cook Airlines
- TUI Airways

До 1946 року на цьому місці розташовувалась авіабаза Royal Air Force, а в квітні 1965 року аеропорт був відкритий для цивільних польотів.

## Авіалінії та напрямки

### Пасажирські
| Авіакомпанія         | Пункт призначення |
| -------------------- | --- |
| Aurigny              | Гернсі |
| BH Air               | Сезонний: Бургас, Софія |
| Flybe                | Амстердам, Белфаст-Сіті, Единбург, Глазго, Джерсі |
| flybmi               | Брюссель |
| Jet2.com             | Аліканте, Будапешт, Фару, Фуертевентура, Мадейра, Гран-Канарія, Лансароте, Малага, Прага, Тенеріфе-Південний Сезонний: Альмерія, Анталія, Бодрум, Корфу, Даламан, Дубровник, Женева, Жирона, Іракліон, Ібіца, Кефалонія, Кос, Ларнака, Мальта, Менорка, Пальма-де-Мальорка, Пафос, Піза, Реус, Родос, Зальцбург, Спліт, Салоніки, Верона, Закінф |
| Ryanair              | Аліканте, Бергамо, Берлін–Шенефельд, Будапешт, Дублін, Фару, Фуертевентура, Гран-Канарія, Нок, Краків, Лансароте, Лімож, Лодзь, Малага, Мальта, Рига, Рим–Чіампіно, Ряшів, Севілья, Тенеріфе-Південний, Тревізо, Варшава-Модлін, Вроцлав Сезонний: Барселона, Бержерак, Каркассонн, Ханья, Корфу, Дінар, Жирона, Ібіца, Менорка, Мурсія, Неаполь, Пальма-де-Мальорка, Піза, Реус, Родос, Шаннон (з 5 квітня 2019), Валенсія                                                 |
| Thomas Cook Airlines | Фуертевентура, Гран-Канарія, Лансароте, Тенеріфе-Південний Сезонний: Анталія, Бургас, Корфу, Даламан, Хургада, Ібіца, Ларнака, Менорка, Пальма-де-Мальорка, Пафос, Родос, Скіатос, Закінф |
| TUI Airways          | Аліканте, Фуертевентура, Мадейра, Лансароте, Малага, Пафос, Тенеріфе-Південний Сезонний: Анталія, Бургас, Канкун, Корфу, Даламан, Дубровник, Енфіда (відновлення 6 травня 2019), Фару, Гран-Канарія (завершення 29 квітня 2019),, Іракліон, Хургада (з 4 листопада 2019),, Ібіца, Кефалонія, Кос, Ларнака, Менорка, Неаполь, Орландо, Пальма-де-Мальорка, Пула, Рейк'явік, Родос, Санторіні (з 2 травня 2019), Скіатос, Салоніки, Закінф Сезонний чартер:Шамбері, Зальцбург |

### Вантажні
| Авіакомпанія         | Пункт призначення |
| -------------------- | --- |
| ASL Airlines Belgium | Льєж, Монпельє |
| ASL Airlines Ireland | Белфаст |
| DHL Aviation         | Абердин, Амстердам, Белфаст, Бергамо, Брюссель, Цинциннаті, Кельн/Бонн, Копенгаген, Дублін, Единбург, Франкфурт, Гамільтон, Гонконг, Лейпциг/Галле, Лондон–Хітроу, Мадрид, New York–JFK, Париж–Шарль де Голль, Шаннон, Віторія |
| FedEx Express        | Льєж, Лондон-Станстед |
| Icelandair Cargo     | Рейк'явік |
| Royal Mail           | Абердин, Белфаст, Борнмут, Кардіфф, Единбург, Ексетер, Гернсі |
| RVL Aviation         | Дублін, Единбург, Гернсі, Острів Мен |
| UPS Airlines         | Кельн/Бонн, Единбург, Луїсвілл, Філадельфія |
| West Atlantic UK     | Базель-Мюлуз-Фрайбург, Белфаст, Единбург, Ексетер, Гернсі, Острів Мен, Джерсі, Ньюкасл |